# Новоникольск (Иркутская область)
Новонико́льск — деревня в Зиминском районе Иркутской области России. Входит в состав Батаминского муниципального образования.

## География
Деревня находится на расстоянии примерно 38 км к юго-западу от города Зима, административного центра района.

## Население
| 2002 | 2010 | 2011 | 2012 |
| ---- | ---- | ---- | ---- |
| 61   | ↗62  | →62  | ↘58  |

### Национальный состав
По данным Всероссийской переписи, в 2010 году в деревне проживали 62 человека (29 мужчин и 33 женщины).